# Ludwig Thudichum
Johann Wilhelm Ludwig Karl Christian David Thudichum (né le 24 août 1798 à Eudorf, mort le 5 juillet 1863 à Rödelheim) est un homme politique hessois.

## Biographie
La famille Thudichum vient de Marbach am Neckar. Friedrich Valentin Thudichum (1754-1818), ami de la maison de Friedrich Schiller et enlevé par sa mère avec qui elle a une liaison, émigre en 1778 du Wurtemberg, parce qu'un écrit franc sur l'Apocalypse lui interdit l'accès au culte. Il est d'abord pasteur à Eudorf puis surintendant à Nidda. Friedrich est marié à Magdalena Marie Löber (1767-1813). Du mariage à Eudorf le 31 octobre 1784, huit enfants naissent, dont Ludwig et son frère Georg.
Ludwig Thudichum épouse le 2 septembre 1827 à Homburg Susanne Jakobe Henriette Luise Breidenstein, fille du prédicateur Georg Breidenstein.
Ludwig Thudichum étudie de 1815 à 1819 la théologie protestante à l'université de Giessen. Il est membre en 1815 de la société de lecture teutonne (de) et les Noirs de Giessen. En raison de ses activités politiques, une enquête à son encontre est ouverte. En 1825, il est pasteur adjoint et assesseur du consistoire à Rödelheim et, à partir de 1827, pasteur et inspecteur spirituel. De 1833 à 1863, il est diacre à Rödelheim.
À partir de 1833, il est interrogé à plusieurs reprises par l'Agence publique de la Confédération germanique, arrêté en 1835 et mentionné dans le Livre Noir pour "complicité d'attentat politique", pour avoir aidé son beau-frère Friedrich Breidenstein, qui avait participé au Frankfurter Wachensturm, à s'échapper. En 1838, il est acquitté par manque de preuves par le tribunal de Giessen.
De 1851 à 1856, il est élu membre de la première chambre des États du grand-duché de Hesse (de). De la 15e à la 17e législature (1856-1863), il est membre de la deuxième chambre des États du Grand-Duché de Hesse. Il représente la circonscription de la Haute-Hesse de Vilbel.